# Nephrotoma vana vana
Nephrotoma vana là một loài ruồi trong họ Tipulidae. Chúng phân bố ở vùng sinh thái Palearctic.